# For His Pal's Sake
Pour plus de détails, voir Fiche technique et Distribution.
For His Pal's Sake est un film muet américain réalisé par Frank Montgomery et sorti en 1911.

## Fiche technique
- Titre : For His Pal's Sake
- Réalisation : Frank Montgomery
- Scénario :
- Photographie :
- Montage :
- Producteur : William Selig
- Société de production : Selig Polyscope Company
- Société de distribution : Selig Polyscope Company
- Pays d'origine :  États-Unis
- Langue : film muet avec les intertitres en anglais
- Format : Noir et blanc — 35 mm — 1,33:1 — Muet
- Genre : Film dramatique
- Durée : 10 minutes
- Dates de sortie : 
  -  États-Unis : 19 décembre 1911

## Distribution
- Herbert Rawlinson
- Sydney Ayres
- Bessie Eyton
- Jane Keckley
- Frank Richardson
- Iva Shepard
- Edward H. Philbrook